# Monistrol d'Anoia
Monistrol d'Anoia es una localidad española del municipio de San Sadurní de Noya, perteneciente a la provincia de Barcelona, en la comunidad autónoma de Cataluña.

## Toponimia
El lugar puede encontrarse referido como Monistrol d'Anoia, Monistrol de Noya y Santa María de Monistrol de Noya.

## Historia
Hacia mediados del siglo XIX, el lugar, por entonces con ayuntamiento propio, tenía contabilizada una población de 74 habitantes. Aparece descrito en el undécimo volumen del Diccionario geográfico-estadístico-histórico de España y sus posesiones de Ultramar de Pascual Madoz con las siguientes palabras:

MONISTROL DE NOYA (Sta. Maria de): l. con ayunt. en la prov., aud. terr., c. g. y dióc. de Barcelona (5 1/2 leg.), part. jud. de Villafranca de Panadés (2). sit. en un pequeño llano, á la marg. del r. Noya, con buena ventilacion y clima templado y sano; las enfermedades comunes son fiebres intermitentes. Tiene 13 casas, y 1 igl. parr. (Sta. Maria) servida por un cura de ingreso, de provision del marqués de Monistrol, antiguo señor del pueblo, á cuya propiedad pertenece tambien una torre ó palacio, que servia de convento de monjes; contiguo á la igl. se halla el cementerio. El térm. confina N. San Jaime del part. de Igualada; E. San Lorenzo de Ortons del de San Felíu de Llobregat; S. San Saturnino de Noya, y O. Pla y Lavit; se estiende 1/3 de leg. de N. á S., 1/2 de E. á O. El terreno es de buena calidad, con algunos cerros poblados de pinos; la cruza el r. Noya, cuyas aguas no se aprovechan para el riego, y una carretera que conduce á San Saturnino, Piera, Masquefa y Esparraguera. El correo se recibe de San Saturnino por medio de balijero. prod.: mucho trigo, vino, aceite, leña y hortalizas; cria ganado lanar y caza de perdices. pobl.: 13 vec., 74 alm. cap. prod.: 730,400. imp.: 18,260.
(Madoz, 1848, pp. 503-504)

El municipio desapareció de cara al censo de 1857, al incorporarse al de San Sadurní de Noya. En 2024, la entidad singular de población de Monistrol d'Anoia tenía empadronados 16 habitantes, de los que 9 lo estaban en el núcleo de población de ese nombre y los otros 7 en diseminado.

## Patrimonio
Hay en el lugar una iglesia de Santa María.